# Abdullah Suleiman
Abdullah Suleiman Zubromawi (arabiska:  عبد الله سليمان زبرماوي) född 15 november 1973 i Jidda, är en saudisk före detta fotbollsspelare. Under sin karriär spelade han främst för moderklubben Al-Ahli Jeddah och senare även för Al-Hilal där han vann ligan två gånger. För Saudiarabiens landslag gjorde han 142 landskamper. Zubromawi har varit med i flera internationella turneringar som VM 1994, VM 1998 och VM 2002. Han deltog även i OS 1996.

## Meriter
Al-Ahli
- Saudi Crown Prince Cup: 1998

Al-Hilal
- Saudi Professional League: 2002, 2005
- Saudi Crown Prince Cup: 2003, 2005

Saudiarabien
- Asiatiska mästerskapet
  - Guld: 1996
  - Silver: 2000